# Ramsj

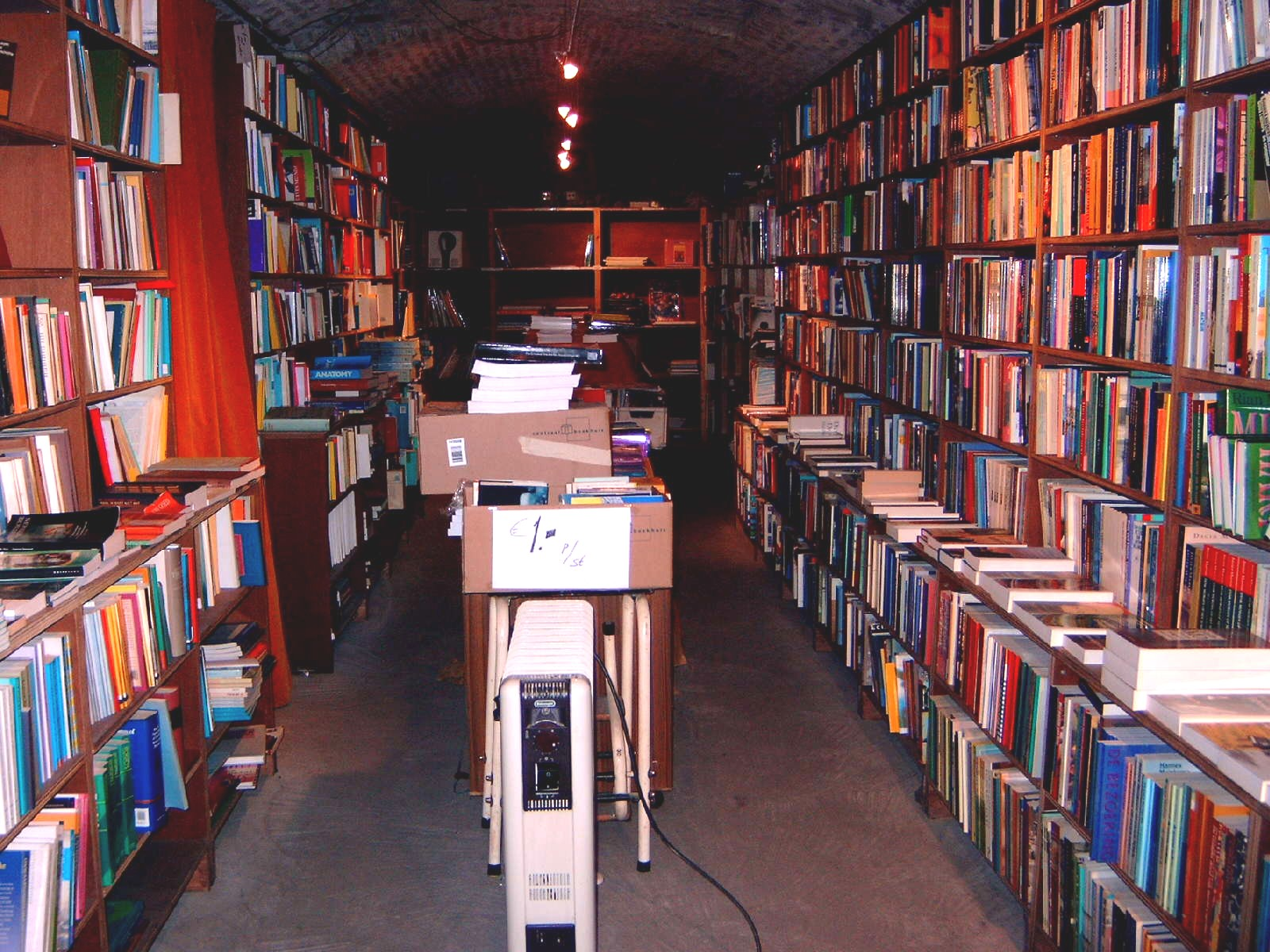
De ramsjafdeling van boekhandel De Tribune in Maastricht

In de boekenverkoop is ramsj (Jiddisch voor "ongeregeld goed, rommel") de aanduiding voor partijen boeken die door de uitgever tegen sterk gereduceerde prijs op de markt gebracht worden. Het gaat hierbij om in de boekwinkels slecht lopende boektitels, waarvan de eerder bepaalde vaste boekenprijs komt te vervallen: een slechtlopende titel wordt door de uitgever "verramsjt". Het begrip ramsj heeft geen betrekking op door antiquaren verkochte tweedehands of oude boeken.

## Situatie eind 20e eeuw/begin 21e eeuw
Vooral tegen het einde van de 20e eeuw kregen boeken een steeds hogere omloopsnelheid. De kosten voor het in depot houden van een titel – voor de reguliere Nederlandse en Vlaamse boekhandels gebeurt dat bij het Centraal Boekhuis in Culemborg – begonnen zo op te lopen, dat het voor uitgevers interessanter werd om de overgebleven voorraad en masse te verkopen; in de regel gebeurt dit drie jaar na verschijning van een boek. Uitgevers verkopen deze voorraden aan grote boekhandels met een ramsjafdeling, of aan winkels die zich specialiseren in het ramsjboek: de “witte boekhandels” of “discountboekhandels”.
Het auteursrecht verbiedt een uitgever een boek eerder dan drie jaar na verschijning te verramsjen. Royalty's worden volgens het auteursrecht afgeleid van de verkoopprijs van een boek; bij verramsjte boeken is er geen sprake meer van royalty's. Uitgevers en boekhandelaren proberen deze auteursrechtelijke bepaling soms te ontduiken door exemplaren of hele partijen van slechtlopende titels te verkopen als “beschadigde exemplaren” waar in wezen niets aan mankeert. Soms worden ze bewust beschadigd door met een viltstift de snede van het boek te merken. Het komt ook voor dat (vaak in overleg met de auteur) een deel van de resterende oplage verramsjt wordt, terwijl de rest gewoon in de handel blijft, zodat het boek nog steeds regulier leverbaar is.